# Guerra anglo-spagnola (1779-1783)
La guerra anglo-spagnola fu combattuta tra il giugno del 1779 e il settembre 1783 e vide confrontarsi il Regno di Gran Bretagna e il Regno di Spagna.
Il conflitto fu originato dal gravoso impegno del Regno di Gran Bretagna nella guerra d'indipendenza americana contro le Tredici colonie: similmente al Regno di Francia, la Spagna appoggiò segretamente i ribelli americani con invii di armi e finanziamenti di contrabbando fin dall'inizio delle ostilità, per poi schierarsi apertamente al loro fianco non appena divenne evidente che i britannici si trovavano in grave difficoltà. Il conflitto fu combattuto tanto in Europa quanto nelle Americhe: le forze spagnole fallirono nell'impossessarsi della piazzaforte britannica di Gibilterra, ma riuscirono invece a occupare l'isola di Minorca e la Florida, respingendo gli attacchi britannici ai danni della Louisiana e del Nicaragua.
Il conflitto si concluse, unitamente alla guerra d'indipendenza americana, con la firma del trattato di Parigi, che riconobbe il possesso alla Spagna di Minorca e della Florida.

## Antefatti

### Il sostegno ai ribelli
Fin dall'inizio della guerra d'indipendenza americana, tanto il Regno di Spagna quanto il Regno di Francia presero ad appoggiare in vario modo la lotta delle Tredici colonie americane contro i loro dominatori britannici: la Spagna era legata alla Francia dal cosiddetto "Patto di famiglia" tra le rispettive famiglie reali (entrambe appartenenti alla casata dei Borbone), e gli spagnoli videro nel conflitto un'opportunità per rifarsi ai danni dell'Impero britannico delle pesanti perdite territoriali subite al termine della precedente guerra dei sette anni. Come scrisse nel marzo 1777 il nuovo primo ministro spagnolo José Moñino y Redondo, conte di Floridablanca, «il destino delle colonie ci interessa molto, e noi faremo per loro tutto quello che ci permettono le circostanze».
Inizialmente, il sostegno della Spagna ai rivoluzionari americani si concretizzò nell'invio di contrabbando di armi e rifornimenti militari essenziali attraverso una molteplicità di vie: nel 1775 gli spagnoli finanziarono insieme ai francesi la costituzione della Roderigue Hortalez and Company, una compagnia commerciale di facciata che, operando dai porti della Francia, provvedeva a inviare carichi di armi agli insorti americani; altri porti attraverso cui si svolgeva questo contrabbando erano Bilbao (da dove operava la compagnia commerciale della famiglia basca dei Gardoqui), L'Avana nell'allora colonia spagnola di Cuba e soprattutto Nouvelle-Orléans (recentemente passata dalla Francia alla Spagna per effetto del trattato di Fontainebleau del 1762). Il contrabbando da Nouvelle-Orléans ebbe inizio nel 1776, quando il generale Charles Lee inviò in città due ufficiali dell'Esercito Continentale (l'esercito delle Tredici colonie) con il compito di presentare la richiesta di rifornimenti al governatore spagnolo Luis de Unzaga; questi, preoccupato di inimicarsi apertamente i britannici prima che gli spagnoli fossero pronti per la guerra, accettò di aiutare i ribelli in maniera coperta e autorizzò l'invio di una spedizione di polvere da sparo, di cui i rivoluzionari avevano disperato bisogno, con la mediazione dell'uomo d'affari Oliver Pollock. Quando poi Bernardo de Gálvez y Madrid divenne governatore di Nouvelle-Orléans nel gennaio 1777, queste operazioni di rifornimento furono confermate e ampliate.
Come l'allora diplomatico americano Benjamin Franklin segnalò da Parigi al Congresso continentale nel marzo 1777, i giudici spagnoli concessero tranquillamente ai ribelli americani la diretta ammissione al ricco porto dell'Avana, precedentemente ad accesso limitato, sotto lo status di "nazione più favorita". Franklin notò anche nello stesso rapporto che 3 000 barili di polvere da sparo erano in attesa di essere consegnati al porto di Nouvelle-Orléans e che i mercanti di Bilbao «avevano l'ordine di spedirci tutto ciò che potevamo desiderare».

### La dichiarazione di guerra
La Spagna aveva dovuto subire serie perdite territoriali a vantaggio della Gran Bretagna durante la guerra dei sette anni (1756-1763), e queste perdite subite meno di due decenni prima avevano fortemente influenzato la propensione degli spagnoli a entrare nella guerra rivoluzionaria americana. Durante la guerra dei sette anni, i britannici avevano attaccato e occupato due dei più importanti porti coloniali della Spagna, l'Avana a Cuba e Manila nelle Filippine; con il trattato di Parigi del 1763 la Spagna aveva recuperato L'Avana e più tardi anche Manila cedendo però in contropartita ai britannici la Florida, colonia spagnola fin dal 1565. Il governo spagnolo era trattenuto dall'intervenire direttamente nel conflitto dalla vicinanza geografica del paese con il Portogallo, un solido alleato dei britannici, e dall'imminente partenza dall'Avana della "Flotta del tesoro" carica di ricchezze da riportare in patria.
L'ex primo ministro spagnolo Girolamo Grimaldi, ora ambasciatore presso la corte francese, sintetizzò la posizione della Spagna in una lettera indirizzata ad Arthur Lee, un diplomatico americano di stanza a Madrid impegnato a convincere gli spagnoli a dichiarare guerra ai britannici e ad allearsi apertamente con i nascenti Stati Uniti; genovese di nascita e sagace calcolatore politico per natura, Grimaldi esitò replicando a Lee: «voi avete considerato solo la vostra situazione, e non la nostra. Il momento non è a nostro favore. La guerra con il Portogallo, il fatto che la Francia sia impreparata e che la nostra flotta del tesoro non sia ancora arrivata dal Sudamerica ci rende impossibile dichiarare guerra immediatamente». Ad ogni modo, Grimaldi rassicurò Lee che forniture di uniformi e polvere da sparo erano state stoccate a Nouvelle-Orléans e L'Avana per gli americani, e che successivi invii di rifornimenti erano pronti a partire da Bilbao.
Solo nel giugno 1779 la Spagna si sentì sufficientemente pronta a dichiarare la guerra, sfruttando il fatto che la posizione britannica nel conflitto stava attraversando un periodo di forte difficoltà; diplomaticamente la posizione degli spagnoli era stata messa al sicuro con la firma il 12 aprile 1779 del trattato di Aranjuez con la Francia (già in guerra con i britannici da un anno), ottenendo in cambio dell'entrata nel conflitto la promessa di una restituzione alla Spagna dei territori di Gibilterra, Minorca e Florida.

## La guerra

### Teatro europeo

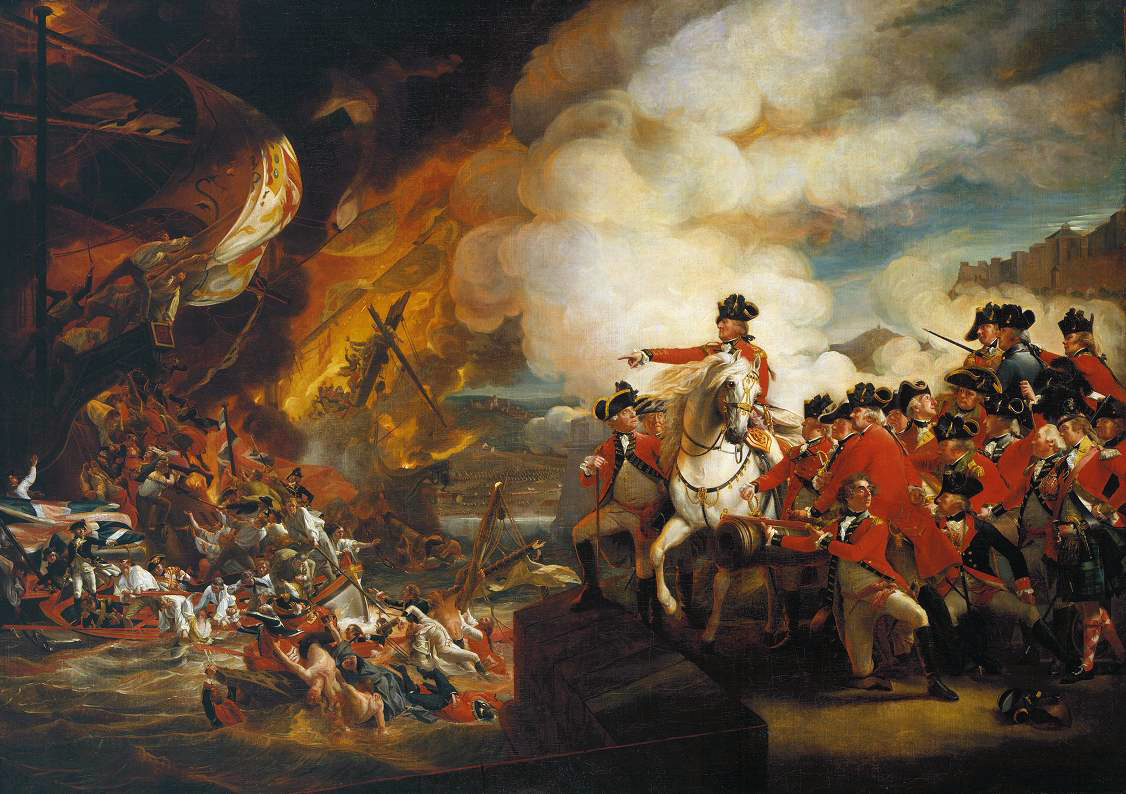
L'assedio di Gibilterra in un quadro di John Singleton Copley del 1783

Il principale obiettivo strategico della Spagna era, come nella precedente guerra dei sette anni, la rioccupazione di Gibilterra e Minorca, territori spagnoli perduti a vantaggio dei britannici fin dal 1704, oltre che danneggiare il traffico mercantile navale della Gran Bretagna tramite l'impiego di corsari. Il 16 giugno 1779, solo pochi giorni dopo la dichiarazione di guerra, un esercito spagnolo appoggiato da una flotta e poi da un contingente francese pose il blocco a Gibilterra dando il via al "grande assedio" della roccaforte; a dispetto della larga forza d'assedio franco-spagnola, arrivata a contare a un certo punto circa 33 000 uomini, la guarnigione britannica, sotto la guida del governatore George Augustus Elliott, fu abile nel tenere il controllo della fortezza e fu per tre volte raggiunta da un convoglio navale di rifornimenti. La flotta franco-spagnola dell'ammiraglio Luis de Córdova y Córdova fu incapace di mantenere un blocco stringente intorno a Gibilterra, subendo in particolare uno scacco ad opera della squadra dell'ammiraglio George Brydges Rodney nella battaglia di Capo San Vincenzo del 19 gennaio 1780 e ad opera dell'ammiraglio Richard Howe nella battaglia di Capo Spartel del 20 ottobre 1782. L'assedio di Gibilterra si trascinò quindi fino al 7 febbraio 1783 senza troppi risultati per gli assedianti, che infine si ritirarono.
Più successo ebbe l'invasione di Minorca ad opera di una forza franco-spagnola agli ordini di Louis des Balbes de Berton de Crillon, duca di Mahon: dopo lo sbarco il 19 agosto 1781, gli assedianti riuscirono a far capitolare la piazzaforte del Castello di San Felipe il 5 febbraio 1782 portando a compimento l'occupazione dell'isola che fu poi restituita formalmente alla Spagna alla fine della guerra. Le ulteriori operazioni belliche nel teatro europeo si svolsero prevalentemente in mare, con varie azioni combattute in lungo e in largo per l'oceano Atlantico orientale; la più significativa fu l'azione del 9 agosto 1780, quando la flotta franco-spagnola dell'ammiraglio Córdova y Córdova riuscì a intercettare e distruggere un grande convoglio navale britannico nelle acque tra le Azzorre e Cabo de São Vicente, catturando più di cinquanta mercantili nemici.

### Teatro dell'America del nord

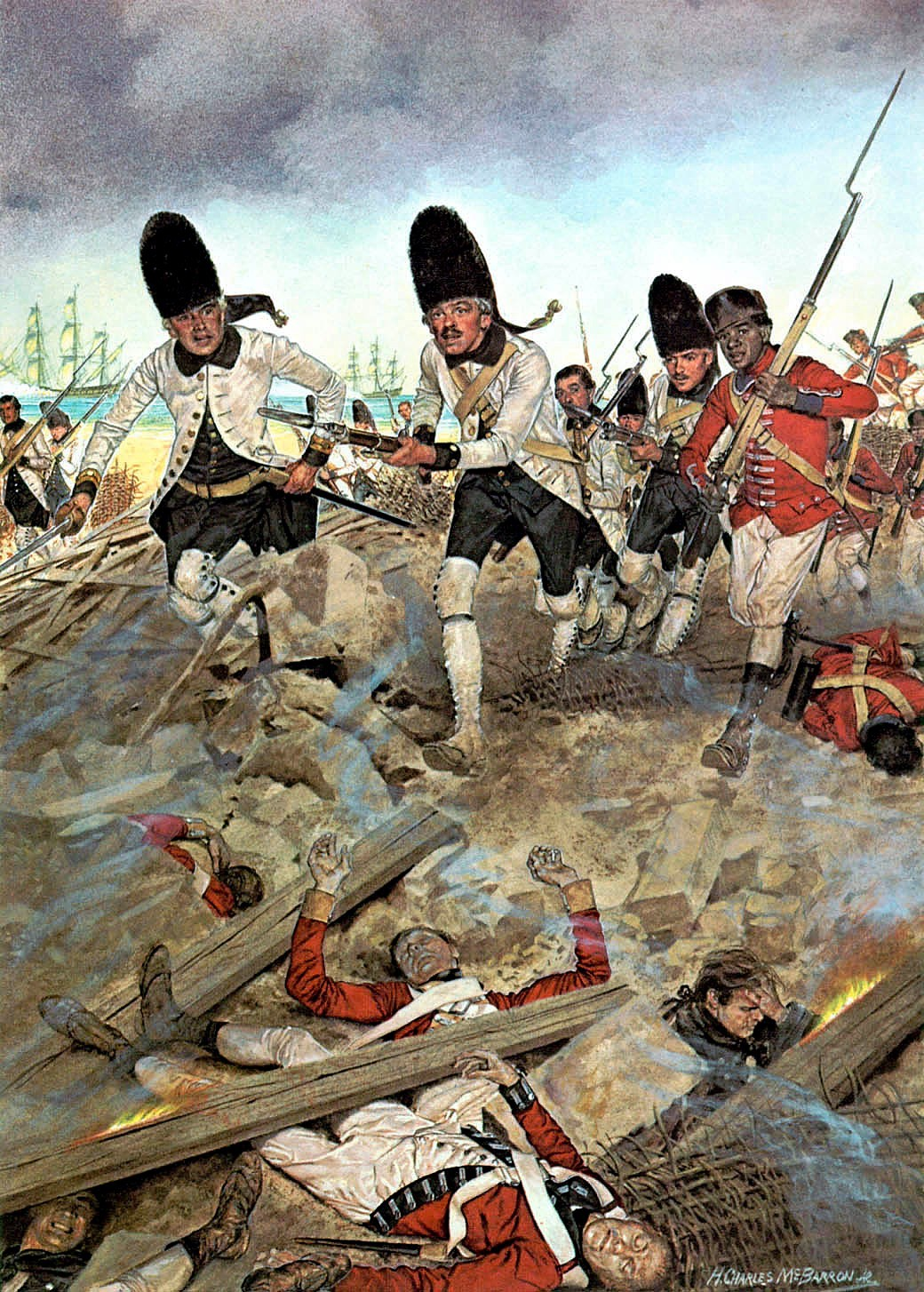
Truppe spagnole impegnate durante l'assedio di Pensacola

Alla fine della guerra di sette anni, la Francia cedette il vasto territorio della Louisiana francese alla Spagna al fine di impedire che essa cadesse sotto il controllo dei vittoriosi britannici. Dalla loro posizione gli spagnoli avevano appoggiato le campagne dei ribelli americani nella regione del Midwest: nel gennaio 1778 una spedizione americana guidata dal generale George Rogers Clark e partita dalla Virginia portò alla cattura di Fort Vincennes nell'attuale Indiana e consentì ai ribelli di mettere in sicurezza la zona settentrionale dell'Ohio; la spedizione di Clark fu sostenuta dagli invii di rifornimenti e denaro da parte del governatore della Louisiana spagnola Bernardo de Gálvez per tramite della rete messa in piedi dall'uomo d'affari Oliver Pollock a Nouvelle-Orléans.
Più attivamente, l'energico governatore Gálvez lanciò un'offensiva contro le postazioni britanniche situate nella bassa valle del fiume Mississippi e lungo la costa del Golfo del Messico, aprendosi la strada verso la Florida: nel settembre 1779 gli spagnoli catturarono Fort Bute e sconfissero le forze britanniche nella battaglia di Baton Rouge (12-21 settembre 1779), ottenendo in seguito la resa di Fort Rosalie a Natchez e di Fort Charlotte a Mobile nel marzo 1780. Lo scoppio di un violento uragano nel Golfo del Messico, che disperse la flotta con i rinforzi salpata dall'Avana, rallentò momentaneamente l'avanzata spagnola alla volta della Florida, che tuttavia riprese nel marzo 1781: l'assedio di Pensacola si concluse con una decisiva vittoria degli spagnoli, che si impossessarono dell'intera Florida occidentale mettendo in sicurezza la via di rifornimento meridionale per i ribelli americani.
La guarnigione spagnola della Louisiana dovette fronteggiare anche un'offensiva britannica lanciata dall'alta valle del Mississippi con l'appoggio di tribù di nativi americani alleati: l'azione culminò nella battaglia di Saint Louis del 25 maggio 1780 (l'unica battaglia della guerra d'indipendenza americana combattuta a ovest del Mississippi), conclusasi con una vittoria delle forze spagnole del generale Fernando de Leyba; una successiva spedizione spagnola nell'odierno Illinois portò all'occupazione di Fort St. Joseph, consentendo alla Spagna di avanzare delle rivendicazioni territoriali nella regione del Territorio del nord-ovest. La Spagna giocò un ruolo importante anche nella battaglia di Yorktown del 1781, azione decisiva di tutto il conflitto: il governatore dell'Avana Francisco de Saavedra raccolse, dietro richiesta del generale francese Jean-Baptiste Donatien de Vimeur de Rochambeau, 500 000 pesos d'argento per acquistare rifornimenti essenziali per le forze franco-americane impegnate nell'assedio e per pagare i ranghi dell'Esercito Continentale, contribuendo così alla vittoria degli alleati.

### Teatro dell'America centrale

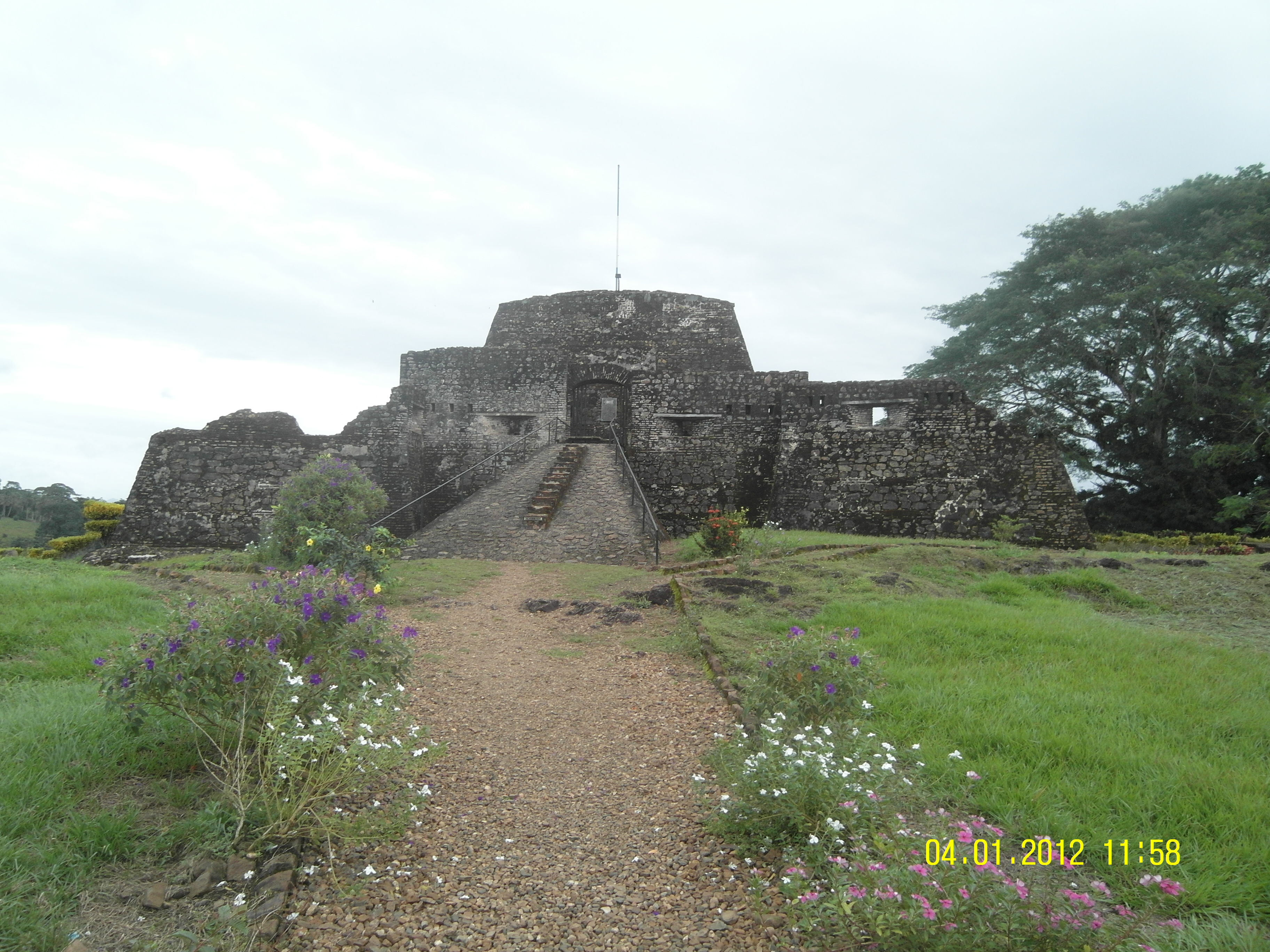
Veduta odierna della Fortezza dell'Immacolata Concezione in Nicaragua

Subito dopo l'entrata in guerra della Spagna, il governatore britannico della Giamaica generale John Dalling decise di organizzare una spedizione anfibia contro la colonia spagnola del Nicaragua: l'intenzione era quella di risalire il corso del fiume San Juan fino al Lago Nicaragua per andare a catturare la città di Granada, mossa che avrebbe tagliato in due l'America spagnola. A causa delle malattie e di problemi logistici, tuttavia, l'operazione si concluse con un costoso fallimento: la spedizione, sotto il comando del maggiore John Polson, lasciò la Giamaica il 3 febbraio 1780 con la protezione di una squadra navale diretta dall'allora ventunenne capitano Horatio Nelson, e la forza britannica (un misto di regolari, miliziani del Loyal Irish Corps e reclute locali tra cui degli indigeni Miskito) iniziò a risalire il San Juan a partire dal 17 marzo seguente; l'assedio in aprile della Fortezza dell'Immacolata Concezione si concluse con un successo per i britannici, che tuttavia, oltre che a corto di rifornimenti, furono decimati dalle malattie portate dalle abbondanti piogge tropicali che si abbatterono sulla regione. Le forze britanniche si ritirarono quindi in novembre senza aver concluso nulla lasciandosi alle spalle più di 2 500 morti, facendo della spedizione di San Juan il peggior disastro britannico dell'intera guerra.
Una serie di azioni si svolsero ai confini della colonia dell'Honduras britannico: dopo alcune incursioni degli spagnoli, un contingente britannico sotto il generale William Dalrymple attaccò la confinante colonia spagnola del Guatemala ma venne sconfitto dalle forze del governatore Matías de Gálvez y Gallardo nella battaglia di San Fernando de Omoa il 29 novembre 1779; de Gálvez sconfisse nuovamente i britannici nella battaglia di Roatán il 16 marzo 1782, ma una nuova spedizione britannica dalla Giamaica in Nicaragua portò alla lunga battaglia di Black River lungo la Costa dei Mosquito dall'aprile all'agosto 1782, al termine della quale le forze di de Gálvez, decimate dalle malattie, dovettero ritirarsi.
Alcune azioni minori si ebbero nei Caraibi: nel maggio 1782 una forza spagnola catturò la colonia britannica di Nassau nelle Bahamas, ma nell'aprile 1783 l'isola fu ricatturata dai britannici.

## Conseguenze
Stremato dalle sconfitte patite contro i ribelli americani e da un conflitto divenuto globale contro Francia, Spagna e Repubblica delle Sette Province Unite, il Regno di Gran Bretagna dovette infine capitolare e avviare trattative di pace sfociate nel trattato di Parigi del 3 settembre 1783. Delle tre nazioni europee che combatterono a fianco degli americani, la Spagna fu quella che ottenne i maggiori compensi al tavolo delle trattative: pur mancando l'obiettivo di riguadagnare il controllo di Gibilterra, Madrid si vide riconoscere il possesso di Minorca e dell'intera Florida, anche se gli spagnoli dovettero rinunciare a ogni pretesa sui territori a oriente del Mississippi. I vantaggi ottenuti dalla Spagna furono notevoli, soprattutto se comparati a quelli dei suoi alleati francesi: a dispetto delle forti somme di denaro investite nel conflitto la Francia non aveva ottenuto che pochi guadagni territoriali, e lo sconquasso per le finanze dello stato fu poi tra le cause della successiva Rivoluzione francese; la Spagna, in confronto, smaltì molto più facilmente i debiti accumulati grazie a un massiccio incremento di estrazioni dalle miniere d'argento del Messico e della Bolivia.